# Barotitis
Barotitis (of preciezer barotitis media ook wel aerotitis media) is een reactie van het middenoor op plotselinge drukvariaties van de buitenlucht. Barotitis is een probleem dat vooral optreedt als de buis van Eustachius niet functioneert. Bij sportduiken en bij het stijgen en vooral dalen in een vliegtuig wordt de druk op het trommelvlies zo groot dat hevige pijn het gevolg is, en het het trommelvlies zelfs kan scheuren, in welk geval men spreekt over barotrauma.